# Karel Fuk
Karel Fuk (6. března 1932 Jihlava – 14. října 2003 České Budějovice) byl český operní pěvec (tenor).
Středoškolské vzdělání získal na gymnáziu v Jihlavě. Zpěv studoval soukromě u Luise Kadeřábka, Dmytra Levytského a Jeleny Holečkové-Dolanské. Operní kariéru zahájil 23. května 1959 v představení opery Lékař a lékárník Karla Ditterse von Dittersdorfa v Komické opeře při Ústředním kulturním domě dopravy a spojů (později Ústřední kulturní dům železničářů, dnes Národní dům na Vinohradech), kde do poloviny roku 1961 vystoupil celkem v 18 představeních tří inscenací.
Profesionální angažmá získal od sezóny 1961/1962 v Jihočeském divadle v Českých Budějovicích, s nímž pak spojil svůj umělecký život na 30 let, do roku 1991. Ztvárnil zde bezmála stovku dramatických i komediálních rolí v operních i operetních představeních, např. Vaška i Jeníka (Prodaná nevěsta), Tamina (Kouzelná flétna), Jirku (Čert a Káča), Václava (Šelma sedlák), Cavaradossiho (Tosca), Hoffmanna (Hoffmannovy povídky), Dona Ottavia (Don Giovanni), Belmonta (Únos ze serailu), Lyonela (Martha), Gabriela Einsteina (Netopýr), Barinkaye (Cikánský baron) nebo Vronského (v celosvětově prvním nastudování opery Anna Kareninová).
Jako sólista opery Jihočeského divadla účinkoval celkem v 2.170 představeních i s několika záskoky v českých divadlech včetně jednoho představení v Národním divadle v Praze (30. září 1978, Stavovské divadlo, tehdy Tylovo divadlo, Hrabě Almaviva v Lazebníku sevillském). Na českobudějovickém jevišti se poprvé objevil 19. září 1961 v Carmen a naposledy 15. června 1991 v Netopýru.
Během své kariéry absolvoval také stovky koncertních vystoupení při různých kulturních a společenských akcích po celém Jihočeském kraji.
Po skončení pěvecké kariéry se věnoval hlasové přípravě na Pedagogické fakultě v Českých Budějovicích a na Základní umělecké škole v Týně nad Vltavou a soukromé výuce zpěvu.